# Only With You
«Only With You» (en español: «Sólo contigo») es el primer sencillo del duodécimo álbum de Blue System, Body To Body. Es publicado en 1995 por Hanseatic M.V. y distribuido por BMG. La letra, música, arreglos y producción pertenecen a Dieter Bohlen, La coproducción estuvo a cargo de Luis Rodriguez.

## Sencillos
CD-Maxi Hansa 74321 37368 2 (BMG),	28.05.1996
1. 	«Only With You» (Radio Versión)		3:22
2. 	«Only With You» (Versión extendida)	5:15
3. 	«Only With You» (Labadi Club Mix)		5:00

## Posicionamiento
El sencillo permaneció 3 semanas en el chart alemán desde el 17 de junio de 1996 hasta el 21 de julio de 1996. Alcanzó el #58 como máxima posición.
| Listas (1996) | Máxima posición |
| ------------- | --------------- |
| Alemania      | 58              |

## Créditos
- Composición - Dieter Bohlen
- Producción - Dieter Bohlen
- Arreglos - Dieter Bohlen
- Diseño de carátula - Reinsberg WA Berlin
- Publicación - Warner Chappell / Blue Obsession Music
- Distribución - BMG
- Grabación - Jeo y T. Brötzmann en Jeopark